# Coppa Davis 2015 Zona Americana Gruppo III
Il Gruppo III della Zona America (Americas Zone) è il terzo e ultimo livello di competizione della zona Americana, una delle tre divisioni zonali della Coppa Davis 2015. I due vincitori sono ammessi al Gruppo II nel 2016.

## Nazioni partecipanti
- Bahamas
- Bermuda
- Cuba
- Giamaica
- Guatemala

- Honduras
- Panama
- Paraguay
- Trinidad e Tobago

## Formula
Le nove nazioni partecipanti vengono suddivise in due gironi (uno da 4 squadre e uno da 5) in cui ciascuna squadra affronta le altre incluse nel proprio girone (Pool). Le prime due in classifica di ciascun girone si qualificano alle semifinali, dove la prima di un girone affronta la seconda dell'altro. Le due nazioni vincenti vengono promosse al Gruppo II, pertanto non si disputa alcuna finale.

## Pool
- Sede: Cancha Estadio Centro de Alto Rendimiento Fred Maduro, Panama, Panama (terra outdoor)
- Periodo: 20-25 luglio 2015

|   | Pool A (Dettagli) | Paraguay (bandiera) | Cuba (bandiera) | Honduras (bandiera) | Panama (bandiera) |
| 1 | Paraguay (3-0)    |                     | 3-0             | 3-0                 | 3-0               |
| 2 | Cuba (2-1)        | 0-3                 |                 | 2-1                 | 3-0               |
| 3 | Honduras (1-2)    | 0-3                 | 1-2             |                     | 2-1               |
| 4 | Panama (0-3)      | 0-3                 | 0-3             | 1-2                 |                   |

|   | Pool B (Dettagli)       | Guatemala (bandiera) | Giamaica (bandiera) | Bahamas (bandiera) | Trinidad e Tobago (bandiera) | Bermuda (bandiera) |
| 1 | Guatemala (4-0)         |                      | 2-1                 | 3-0                | 3-0                          | 3-0                |
| 2 | Giamaica (3-1)          | 1-2                  |                     | 2-1                | 3-0                          | 2-1                |
| 3 | Bahamas (2-2)           | 0-3                  | 1-2                 |                    | 2-1                          | 3-0                |
| 4 | Trinidad e Tobago (1-3) | 0-3                  | 0-3                 | 1-2                |                              | 2-1                |
| 5 | Bermuda (0-4)           | 0-3                  | 1-2                 | 0-3                | 1-2                          |                    |

### Spareggi promozione

#### Paraguay vs. Giamaica
| Paraguay 2 | Cancha Estadio Centro de Alto Rendimiento Fred Maduro, Panama, Panama 25 luglio 2015 Terra (outdoor) | Cancha Estadio Centro de Alto Rendimiento Fred Maduro, Panama, Panama 25 luglio 2015 Terra (outdoor) | Giamaica 0 |     |     |             |
| \| \| \| \| 1 \| 2 \| 3 \| \| \| - \| \| ------------------------------------------------------------- \| --- \| --- \| --- \| ----------- \| \| 1 \| \| Ayed Zatar Rowland Phillips \| 6 4 \| 6 7 \| 7 5 \| \| \| 2 \| \| Juan Borba Damion Johnson \| 6 1 \| 6 1 \| \| \| \| 3 \| \| Gustavo Ramírez / Ayed Zatar Brandon Burke / Rowland Phillips \| \| \| \| non giocato \| | | |            |     |     |             |
| | | | 1          | 2   | 3   |             |
| 1 | Paraguay (bandiera) · Giamaica (bandiera)                                                            | Ayed Zatar Rowland Phillips                                                                          | 6 4        | 6 7 | 7 5 |             |
| 2 | Paraguay (bandiera) · Giamaica (bandiera)                                                            | Juan Borba Damion Johnson                                                                            | 6 1        | 6 1 |     |             |
| 3 | Paraguay (bandiera) · Giamaica (bandiera)                                                            | Gustavo Ramírez / Ayed Zatar Brandon Burke / Rowland Phillips                                        |            |     |     | non giocato |

#### Guatemala vs. Cuba
| Guatemala 2 | Cancha Estadio Centro de Alto Rendimiento Fred Maduro, Panama, Panama 25 luglio 2015 Terra (outdoor) | Cancha Estadio Centro de Alto Rendimiento Fred Maduro, Panama, Panama 25 luglio 2015 Terra (outdoor) | Cuba 0 |     |   |             |
| \| \| \| \| 1 \| 2 \| 3 \| \| \| - \| \| ------------------------------------------------------------------------------------ \| --- \| --- \| - \| ----------- \| \| 1 \| \| Wilfredo González Omar Hernández Moreno \| 6 3 \| 6 1 \| \| \| \| 2 \| \| Christopher Díaz Figueroa William Dorantes Sánchez \| 6 4 \| 6 2 \| \| \| \| 3 \| \| Christopher Díaz Figueroa / Wilfredo González Yasier Estrada / Omar Hernández Moreno \| \| \| \| non giocato \| | | |        |     |   |             |
| | | | 1      | 2   | 3 |             |
| 1 | Guatemala (bandiera) · Cuba (bandiera)                                                               | Wilfredo González Omar Hernández Moreno                                                              | 6 3    | 6 1 |   |             |
| 2 | Guatemala (bandiera) · Cuba (bandiera)                                                               | Christopher Díaz Figueroa William Dorantes Sánchez                                                   | 6 4    | 6 2 |   |             |
| 3 | Guatemala (bandiera) · Cuba (bandiera)                                                               | Christopher Díaz Figueroa / Wilfredo González Yasier Estrada / Omar Hernández Moreno                 |        |     |   | non giocato |

### V-VI posto

#### Honduras vs. Bahamas
| Honduras 2 | Cancha Estadio Centro de Alto Rendimiento Fred Maduro, Panama, Panama 25 luglio 2015 Terra (outdoor) | Cancha Estadio Centro de Alto Rendimiento Fred Maduro, Panama, Panama 25 luglio 2015 Terra (outdoor) | Bahamas 0 |     |   |             |
| \| \| \| \| 1 \| 2 \| 3 \| \| \| - \| \| -------------------------------------------------------------- \| --- \| --- \| - \| ----------- \| \| 1 \| \| Alejandro Obando Rodney Carey \| 6 3 \| 6 4 \| \| \| \| 2 \| \| Keny Turcios Kevin Major \| 6 1 \| \| \| ritiro \| \| 3 \| \| Alejandro Obando / Keny Turcios Jamaal Adderley / Marvin Rolle \| \| \| \| non giocato \| | | |           |     |   |             |
| | | | 1         | 2   | 3 |             |
| 1 | Honduras (bandiera) · Bahamas (bandiera)                                                             | Alejandro Obando Rodney Carey                                                                        | 6 3       | 6 4 |   |             |
| 2 | Honduras (bandiera) · Bahamas (bandiera)                                                             | Keny Turcios Kevin Major                                                                             | 6 1       |     |   | ritiro      |
| 3 | Honduras (bandiera) · Bahamas (bandiera)                                                             | Alejandro Obando / Keny Turcios Jamaal Adderley / Marvin Rolle                                       |           |     |   | non giocato |

### VII-VIII posto

#### Panama vs. Trinidad e Tobago
| Panama 2 | Cancha Estadio Centro de Alto Rendimiento Fred Maduro, Panama, Panama 25 luglio 2015 Terra (outdoor) | Cancha Estadio Centro de Alto Rendimiento Fred Maduro, Panama, Panama 25 luglio 2015 Terra (outdoor) | Trinidad e Tobago 0 |     |     |             |
| \| \| \| \| 1 \| 2 \| 3 \| \| \| - \| \| -------------------------------------------------------------------- \| --- \| --- \| --- \| ----------- \| \| 1 \| \| Walner Espinoza Vaughn Wilson \| 6 1 \| 6 0 \| \| \| \| 2 \| \| Luis Gómez Ethan Ammon \| 4 6 \| 6 3 \| 6 2 \| \| \| 3 \| \| Luis Fernando García / José Gilbert Gómez Akiel Duke / Dexter Mahase \| \| \| \| non giocato \| | | |                     |     |     |             |
| | | | 1                   | 2   | 3   |             |
| 1 | Panama (bandiera) · Trinidad e Tobago (bandiera)                                                     | Walner Espinoza Vaughn Wilson                                                                        | 6 1                 | 6 0 |     |             |
| 2 | Panama (bandiera) · Trinidad e Tobago (bandiera)                                                     | Luis Gómez Ethan Ammon                                                                               | 4 6                 | 6 3 | 6 2 |             |
| 3 | Panama (bandiera) · Trinidad e Tobago (bandiera)                                                     | Luis Fernando García / José Gilbert Gómez Akiel Duke / Dexter Mahase                                 |                     |     |     | non giocato |

## Verdetti
- Promosse al Gruppo II:  Paraguay -  Guatemala